# Cyanocobalamine
Cyanocobalamine is een van de vier vormen van vitamine B12. Het is de meest gebruikte vorm van vitamine B12 in voedingssupplementen en farmaceutische producten, vanwege de grote stabiliteit en de lage kosten. Het kristalliseert en is daarom makkelijk op te zuiveren nadat het geproduceerd is via bacteriële fermentatie. Bij de productie wordt gefiltreerd over actieve koolstof, waardoor cyanide sterk gebonden wordt aan het kobalt-ion van vitamine B12, zodat het inactieve cyanocobalamine ontstaat.
Omdat cyanocobalamine zo'n populaire vorm van vitamine B12 is, gaan veel mensen er onterecht van uit dat cyanocobalamine identiek is aan vitamine B12. Dat is niet waar, het is een van de vormen ervan. Cyanocobalamine komt zelfs vrijwel niet voor in de natuur en kan als zodanig niet worden gebruikt door het menselijk lichaam. Pas na afsplitsing van de cyanidegroep en omzetting in een van de fysiologisch actieve vormen van vitamine B12 (methylcobalamine of adenosylcobalamine) kan het lichaam deze vorm van vitamine B12 gebruiken.
Cyanocobalamine is een reukloze, dieprode, kristallijne, hygroscopische verbinding. Het lost matig in water en slecht in alcohol op en helemaal niet in organische oplosmiddelen als aceton, chloroform en ether. Door de grote omvang van de molecule wordt het geclassificeerd als macrocyclische verbinding.

## Vitamine B12-tekort
De twee biologisch actieve vormen van vitamine B12 zijn methylcobalamine in het cytosol en adenosylcobalamine in de mitochondriën. Vitamine B12 komt alleen voor in dierlijke voeding (met name runderlever, makreel en rundvlees). Multivitamines bevatten meestal cyanocobalamine, waarbij de cobaltkatalysator sterk verbonden is met cyanide en dat maakt het vitamine inactief. Tegenwoordig zijn de bioactieve vormen van vitamine B12 beschikbaar, zoals methylcobalamine en adenosylcobalamine van Solgar, Vitals of Erica.
Cyanocobalamine wordt toegevoegd aan voeding, zoals babymelkpoeder, ontbijtgranen, energiedrank, soja melk, 
vegetarische vleesvervangers, kippenvoer en varkensvoer en viskweekvoer. Vitamine B12 wordt inactief door waterstofcyanide en stikstofmonoxide in sigarettenrook. Vitamine B12 wordt eveneens inactief door verwarming in bijvoorbeeld een magnetron. Inactiviteit leidt tot vitamine B12-tekort en dit kan gepaard gaan met ernstige gezondheidsriciso’s, in het bijzonder bij jonge kinderen en bejaarden.
Vitamine B12 is de katalysator van de stofwisseling van koolstofverbindingen (methioninecyclus, S-adenosylmethionine SAMe, DNA en eiwitsynthese) – het cobaltion coördineert C zoals in het enzym methylmalonyl-CoA-mutase MUT enzymemolecuul, een enzym dat verantwoordelijk is voor de metabolisatie van aminozuren.

### In het cytosol

Vitamine B12 methylcobalamine in het Cytosol - methioninecyclus en cholinestofwisseling

B12 methylcobalamine en 5-methyltetrahydrofolaat zijn nodig voor methioninesynthase om in de methioninecyclus een methylgroep van 5-methyltetrahydrofolaat over te dragen aan homocysteïne, waarbij tetrahydrofolaat (THF) ontstaat. Homocysteïne wordt hierbij omgezet in methionine, dat gebruikt wordt om S-adenosylmethionine SAMe te maken. SAMe is de universele methyldonor en wordt gebruikt voor DNA-methylering en voor het maken van fosfolipide celmembranen, choline, sfingomyeline, en acetylcholine en andere neurotransmitters. Methionine is ook het startcodon (AUG) in de genetische code, en daarom begint eiwitsynthese met methionine.
B12 is nodig om kanker en auto-immuunziekten te voorkomen, omdat DNA-methylering via SAMe de genexpressie en celdifferentiatie regelt. B12 is nodig om alzheimer te voorkomen, omdat synthese van choline, sfingomyeline en fosfolipide celmembranen, en acetylcholine en andere neurotransmitters afhankelijk is van B12. THF is nodig voor DNA-synthese en een tekort aan THF is vooral merkbaar bij de productie van rode bloedcellen, waarvan er 2,4 miljoen per seconde moeten worden aangemaakt. 
B12 is nodig om pernicieuze anemie te voorkomen, omdat het maken van THF voor DNA-synthese afhankelijk is van B12. Voldoende folaat in de voeding kan dit effect van B12-tekort maskeren, omdat folaat kan worden omgezet in THF. Dit deel van de biochemie in het cytosol heeft nood aan voldoende vitamine B12 methylcobalamine, folaat, choline en magnesium - ATP. In de 'transsulfuration pathway' wordt homocysteïne eerst omgezet in cystathionine en daarna in cysteïne en propionyl-CoA.
De stofwisseling van propionyl-CoA gebeurt in de mitochondriën en heeft B12 adenosylcobalamine nodig om succinyl-CoA te maken. Als de omzetting van propionyl-CoA in succinyl-CoA in de mitochondriën stagneert door B12-tekort, geeft dat een toename van methylmalonzuur MMA in het bloed. Een toename in het bloed van homocysteïne en methylmalonzuur MMA wijzen dus allebei op een vitamine B12-tekort.

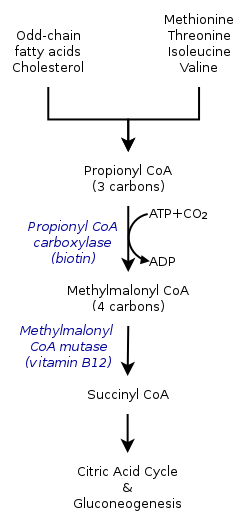
Vitamine B12 adenosylcobalamine in mitochondrion - cholesterol, vet- en eiwitstofwisseling

LDL cholesterol is een lipoproteïne dat door cellen gebruikt wordt om in mitochondriën ATP-energiemoleculen te maken. Statines kunnen spierpijn geven. LDL is niet een type cholesterol, maar is meer een container die vet, cholesterol en vitamine D vervoert naar alle weefsels van het lichaam.

### In de mitochondriën
B12 adenosylcobalamine is nodig als cofactor in het methylmalonyl-CoA mutase MUT-enzyme. Uit cholesterol en proteïne wordt propionyl-CoA gemaakt, dat wordt omgezet in methylmalonyl-CoA. Daarna maakt het MUT-enzyme er succinyl-CoA van, dat nodig is om heem voor hemoglobine te maken. Succinyl-CoA versterkt ook de citroenzuurcyclus  en levert ATP-energiemoleculen. 
B12 is nodig om hart- en vaatziekten te voorkomen, omdat de verwerking van cholesterol en het maken van ATP deels afhankelijk is van B12. B12 is nodig om bloedarmoede te voorkomen, omdat het maken van porfyrine en heem in mitochondriën voor hemoglobine in rode bloedcellen afhangt van succinyl-CoA dat gemaakt wordt door B12 adenosylcobalamine. Dit deel van de biochemie in de mitochondriën behoeft voldoende vitamine B12 adenosylcobalamine, biotine, ijzer en magnesium ionen.
Slechte absorptie van B12 is mogelijk gerelateerd aan coeliakie. De absorptie van vitamine B12 gaat achtereenvolgens met 3 verschillende eiwitmoleculen: Haptocorrine, Intrinsieke Factor en transcobalamine II. De structuur van deze eiwitmoleculen is beschikbaar in de Protein Data Bank PDB. Gebruik de Simple Viewer en daarna Shift+Muis = Zoom en Ctrl+Muis = Move om deze eiwitstructuren te bestuderen. Haptocorrine (PDB 4KKI) - Intrinsieke Factor (PDB 3KQ4) - transcobalamine II (PDB 2BB5). De enzymen die B12 als ingebouwde cofactor gebruiken zijn methylmalonyl-CoA-mutase (PDB 4REQ) en methioninesynthase (PDB 1Q8J).